# Jean Tharaud
Pour les articles homonymes, voir Tharaud.
Jean Tharaud (né Pierre Marie Martial Charles Tharaud), né le 9 mai 1877 à Saint-Junien (Haute-Vienne) et mort le 8 avril 1952 dans le 15e arrondissement de Paris (Seine), est un écrivain français.

## Biographie
Jean et Jérôme Tharaud (1874-1953), son frère, sont nés à Saint-Junien dans la Haute-Vienne, mais passent leur jeunesse à Angoulême.
Ils quittent leur Limousin natal à la fin des années 1890 pour gagner Paris. « Liés à Charles Péguy qu’ils suivent au temps de l’affaire Dreyfus et des Cahiers de la Quinzaine, ils se placent vite sous le patronage de Maurice Barrès (à partir de 1904) dont ils deviennent les secrétaires. Le prix Goncourt obtenu pour Dingley, l'illustre écrivain en 1906 leur ouvre les portes de la célébrité ».
Ils vont pendant cinquante ans poursuivre une œuvre à quatre mains, signant toujours de leurs deux prénoms.
Après la Première Guerre mondiale, ils quittent l’éditeur Émile-Paul pour la grande maison Plon-Nourrit qui leur offre des conditions exceptionnelles avec la perception de 20 % de droits d’auteur et dont ils deviennent des auteurs-phares. Les grands succès commerciaux remportés en France entraînent la multiplication de traductions de leurs livres dans des langues étrangères à travers l'Europe et aux États-Unis.
Le 6 février 1930, Jean Tharaud, au volant de son automobile, renverse accidentellement l'écrivain Auguste Dorchain qui traverse la rue Garancière. Le 12 mai suivant, il  est acquitté pour cet accident mortel.
Infatigables voyageurs, ils parcoururent de nombreux pays, la Palestine, la Syrie ottomane, l'Iran, le Maroc, la Roumanie, l'Allemagne (en 1933), l'Italie (en 1938), l'Indochine, l'Éthiopie... et ramènent de leurs voyages la matière de reportages, de romans ou d'ouvrages à prétention historique ou sociologique,.
En 1935, Jean Tharaud devient président de l'Académie des Sciences Morales des Lettres et des Arts de Versailles.
Les frères Tharaud ont été tous deux élus à l'Académie française. L'élection (1er décembre 1938) de Jérôme Tharaud avant la guerre a posé aux académiciens un cas de conscience : l'écrivain, en effet, n'était que « la moitié d'un duo d'auteurs » et on ne pouvait pas élire deux personnes au même fauteuil. Jérôme ayant été élu seul en 1938, la Seconde Guerre mondiale puis l'Occupation ont différé l'élection de Jean. Après la Libération, il est, avec Ernest Seillière, René Grousset, Octave Aubry et Robert d'Harcourt, une des cinq personnes élues le 14 février 1946 à l'Académie française lors de la première élection groupée de cette année visant à combler les très nombreuses places vacantes laissées par la période de l'Occupation. Il est reçu le 12 décembre 1946 par Louis Madelin au fauteuil de Louis Bertrand. Antoine Blondin eut alors ce mot : « Encore un Tharaud de casé », puisque son frère Jérôme était déjà à l’Académie.

### Conformisme et antisémitisme

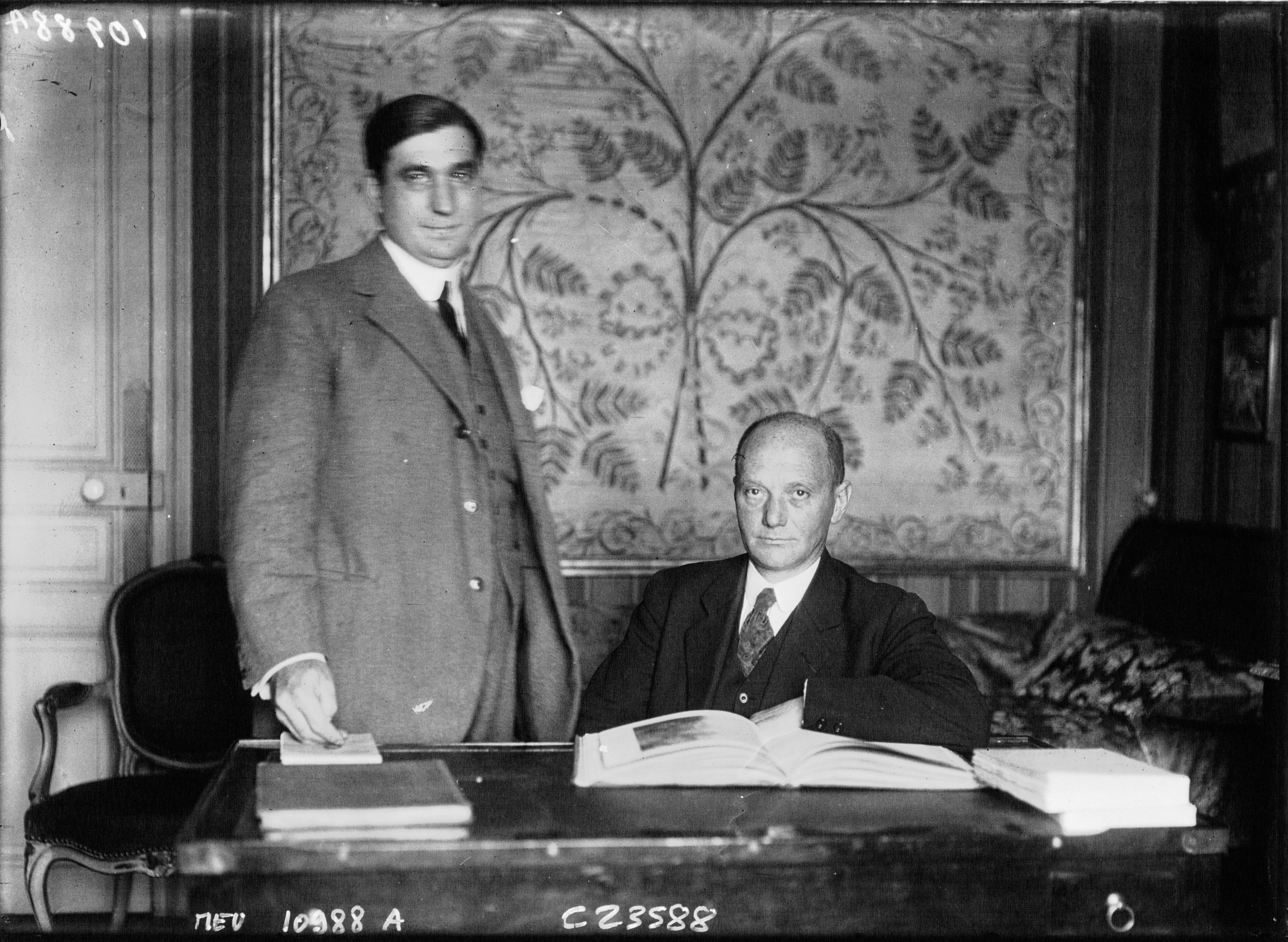
Jean et Jérôme Tharaud en 1923.

Leur œuvre fortement datée est marquée par un esprit de conformisme aux valeurs du temps et notamment par le nationalisme, le racisme et l'antisémitisme, (cf. dans L'Ombre de la Croix, la description des mains de Juifs : «... longues mains nerveuses... Chacun de ces longs doigts minces, terminés par des ongles noirs... elles se plongeaient fiévreusement dans les barbes, pour aller y chercher un pou ou une idée » ; le journaliste René Johannet écrit à propos de cet ouvrage que « C’est le plus terrible roman antisémite que je connaisse » ; ou le chapitre « Un ghetto marocain » dans leur ouvrage de 1920 encore réédité en 1939 Marrakech où le mellah figure « un des lieux les plus affreux du monde » ; ou quand ils parlent de Montaigne à l'éditeur Édouard Champion, en le désignant ironiquement par « l’excellent Judéo-Bordelais » ; dans La Rose de Sâron, ils affirment que « la misère est un état naturel à Israël  » ; ou encore cet échange avec Romain Rolland en 1942 : « Ils ont de ces mots, qui vous démolissent tout espoir d'amitié. Ainsi l'exclamation de Jean, à propos des mesures contre les Juifs : « C'est embêtant ! Ça les rend populaires. Il ne faudrait pas qu'on les vît revenir, avec les Blum et Cie ! » »), et la célébration du colonialisme,.
L'historien Michel Leymarie évoque le  « filon juif » que les frères Tharaud n'ont de cesse d'exploiter de façon « obsessionnelle » (partout où ils vont, ils cherchent le ghetto), particulièrement après la Grande Guerre, à travers des oeuvres romanesques ou à vocation journalistique et historique dont le message « indubitablement antisémite » remporte de francs succès dans la Revue des Deux Mondes, la maurassienne Revue universelle ou chez Plon,,. Léon Daudet encense les Tharaud notamment quand ils se font « les adeptes d’une théorie du complot juif qui les inscrit dans une droite extrême » ; « De sujets d’étonnement ou de moquerie, les Juifs sont devenus alors pour nos auteurs des sujets d’inquiétude, un danger pour l’Occident »,.
Le poète André Spire qui documente et recommande les chroniqueurs avant leur voyage à Jérusalem dit qu'il a « flairé leur antisémitisme latent » et qu’il a pressenti que ce qui les attirait vers les sujets juifs n’était « ni le goût du juste, ni la haine des bourreaux, ni la pitié pour les victimes, mais la curiosité froide du reporter, du voyageur pour le pittoresque du Judaïsme le plus attardé, abaissé, pour le Judaïsme le plus exclu, parqué, des ghettos ». L'orientaliste René Étiemble relève également chez eux ce goût du pittoresque qui l’emporte fréquemment, et dénonce un antisémitisme qui va en s’accentuant, comme François Mauriac écrit à propos de Jérôme Tharaud : « un violent instinct raciste se délivrait ici par le pittoresque.» , .
Les deux frères se disent objectifs mais la force du préjugé fausse d'emblée la vision des faits et événements,. Des années plus tard, l'historien Jules Isaac voit dans leur production le prototype de la littérature qui a contribué « à propager ou renforcer les sentiments traditionnels d’aversion pour les Juifs  ».

### Fin de vie
Jean Tharaud repose au cimetière Saint-Louis de Versailles.
Son épouse, née Hélène Vasseur à Épernay le 19 octobre 1910, est morte à Versailles le 12 avril 1989.

## Œuvres

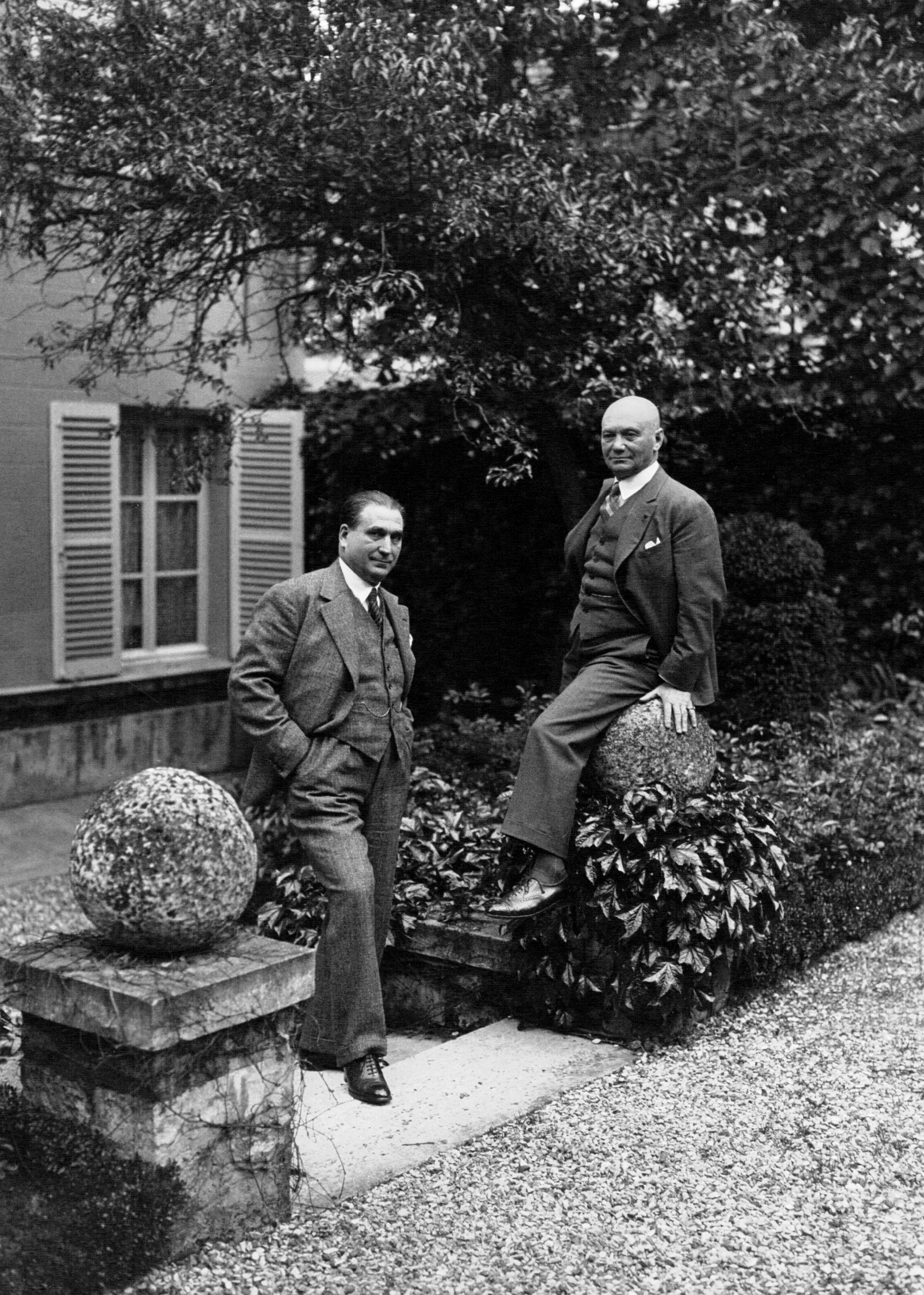
Les frères Tharaud en 1932.

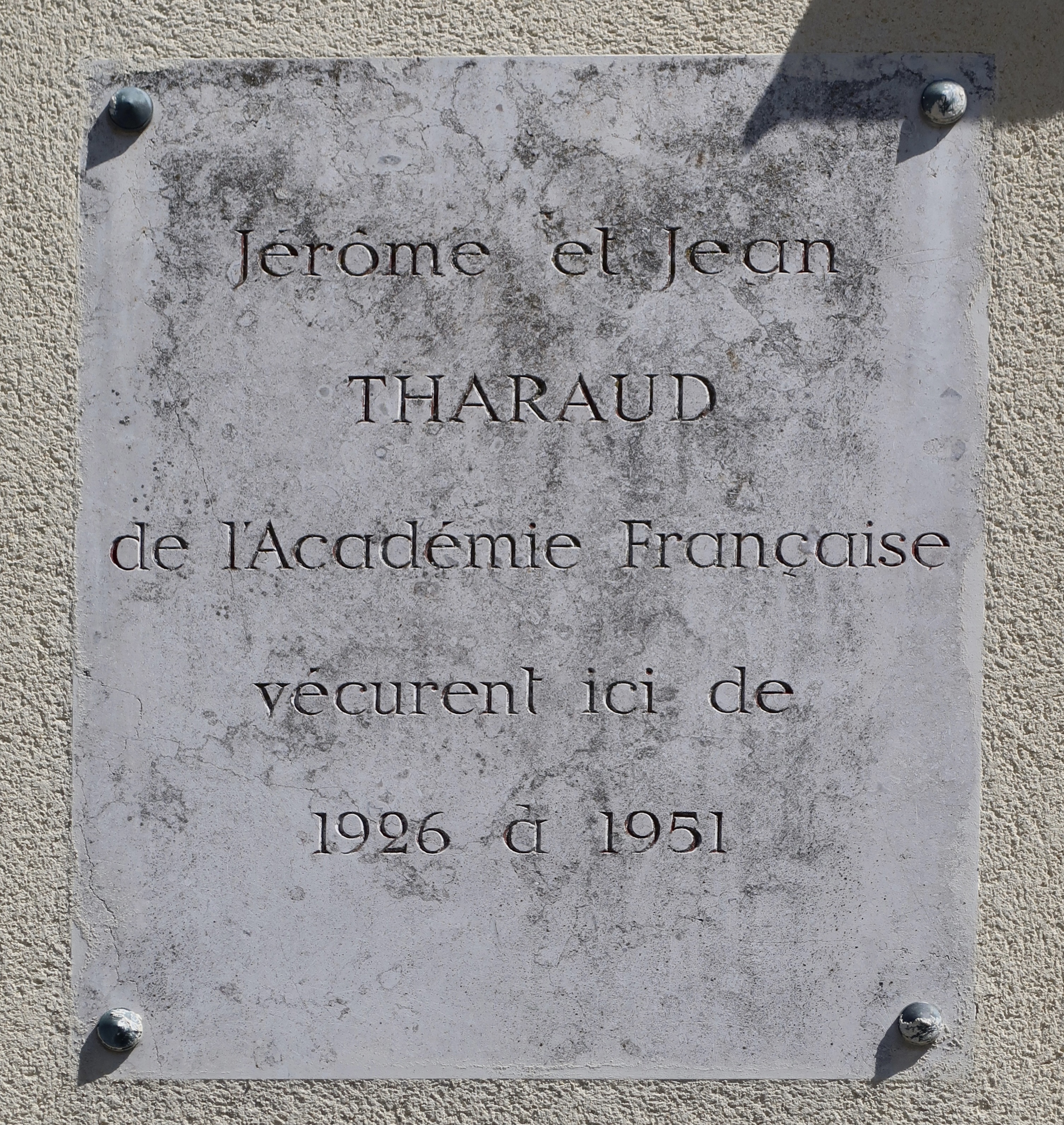
Plaque 93 rue Royale à Versailles, où il vécut avec son frère de 1926 à 1951.

Ouvrages cosignés avec son frère Jérôme :
- Le Coltineur débile (1898)
- La Lumière (1900)
- Dingley, l'illustre écrivain (1902, prix Goncourt en 1906)
- Les Hobereaux (1904)
- L'Ami de l'ordre (1905)
- Les Frères ennemis (1906)
- Bar-Cochebas (1907), Cahiers de la Quinzaine
- Déroulède (1909)
- La Maîtresse servante (1911)
- La Tragédie de Ravaillac (1913)
- La Mort de Déroulède (1914)
- L’Ombre de la croix, Emile-Paul, 1917; grand succès réédité par Plon en 1920, Société du Livre d'art/Imprimerie Nationale (édition de luxe illustrée par Henry Cheffer) en 1924, Grasset en 1929, Lapina (édition de luxe illustrée par Franck Brangwyn) et Mornay (édition de luxe illustrée par Aizik Feder) en 1931.L'Ombre de la croix (1917).
- Rabat, ou les heures marocaines (1918)
- Une relève (1919)
- Marrakech ou les seigneurs de l'Atlas (1920)
- Un Royaume de Dieu (1920), Revue des Deux Mondes puis Plon (87 200 exemplaires)
- Quand Israël est roi (1921), Revue des Deux Mondes (feuilleton intitulé Bolchevistes de Hongrie) puis dédié à Maurice Barrès, chez Plon (101 000 exemplaires)
- La Fête arabe (1922)[19]
- L'invitation au voyage (1922)
- La randonnée de Samba Diouf (1922)
- La Maison des Mirabeau (1923)
- Le Chemin de Damas (1923)
- L'An prochain à Jérusalem ! (1924), Revue des Deux Mondes puis Plon (106 000 exemplaires)
- Rendez-vous espagnols (1925)
- Un royaume de Dieu (1925)
- Causerie sur Israël (1926)
- Notre cher Péguy (1926)
- La Semaine sainte à Séville (1927)
- Petite Histoire des Juifs (1927), Revue Universelle puis Plon
- En Bretagne (1927)
- Mes années chez Barrès (1928)
- La Reine de Palmyre (1928)
- La Chronique des frères ennemis (1929)
- La Rose de Sâron (1929) (plus de 76 000 exemplaires)
- Fès ou les bourgeois de l'Islam (1930)
- L'Empereur, le philosophe et l'évêque (1930)
- L'Oiseau d'or (1931)
- Paris-Saïgon dans l'azur (1932)
- La Fin des Habsbourg (1933)
- Quand Israël n'est plus roi, (1933), Plon
- La Jument errante (1933), Éditions de France
- Versailles (1934)
- Vienne la rouge (1934)
- Les Mille et un jours de l'Islam I : Les cavaliers d'Allah (1935)
- Les Mille et un jours de l’Islam II : Les grains de la grenade (1938)
- Le Passant d’Éthiopie (1936)
- Cruelle Espagne (1937)
- L'Envoyé de l'Archange (1939)
- Les Mille et un jours de l’Islam III : Le rayon vert (1941)
- Contes de Notre Dame, Plon (1943)
- Le Miracle de Théophile, illustrations de Paul Charlemagne, éditions du Rocher, Monaco (1945)
- Fumées de Paris et d'ailleurs (1946)
- Vieille Perse et jeune Iran (1947)
- Les Enfants perdus (1948)
- Les Mille et un jours de l’Islam IV : La chaîne d'or (1950)
- La Double confidence (1951)